# Lycostommyia ornithopus
Lycostommyia ornithopus är en tvåvingeart som beskrevs av Jason Gilbert Hayden Londt 1992. Lycostommyia ornithopus ingår i släktet Lycostommyia och familjen rovflugor.
Artens utbredningsområde är Namibia. Inga underarter finns listade i Catalogue of Life.